# Yahya Al-Shehri
Yahya Sulaiman Ali Al-Shehri (arabiska: يحيى سليمان علي الشهري), född 26 juni 1990 i Dammam, är en saudisk fotbollsspelare som spelar för Al-Nassr i Saudi Professional League. Han representerar även Saudiarabiens fotbollslandslag.